# Giovinezza

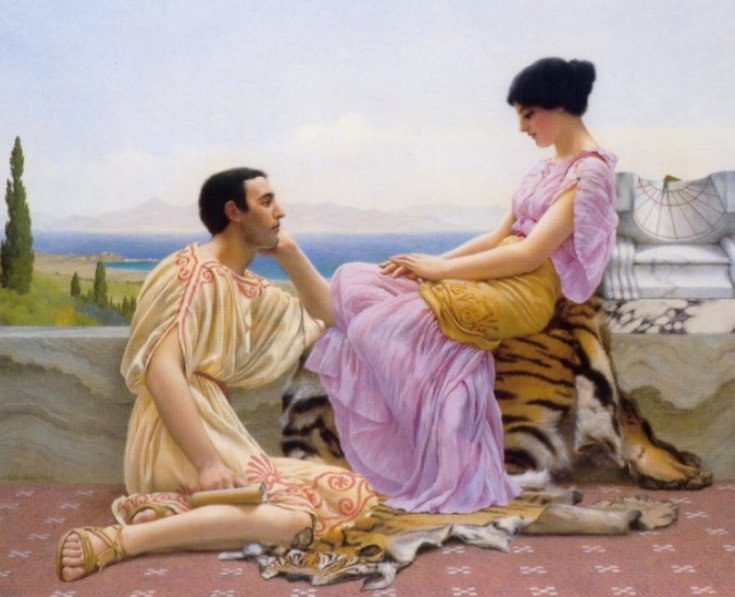
Giovinezza e tempo, dipinto di John William Godward, 1901.

La giovinezza (chiamata anche gioventù, derivante dal latino iuventus) rappresenta quella fase, relativamente allo sviluppo umano, compresa tra l'adolescenza e la vita da adulto.

## Caratterizzazione sociale
La fase dell'adolescenza si colloca in seno ad un determinato periodo di istruzione scolastica e ha il termine sociale convenzionale posto verso l'età di 14 anni, età in cui generalmente si arriva ad avere la piena maturazione sessuale.

## Rilievi medico-scientifici
La fase adulta, per la scienza medica, ha invece inizio proprio con l'arresto della crescita generale, che può collocarsi, secondo le ultime attendibili ricerche, intorno ai 18 anni nelle ragazze, ed intorno ai 20 anni nei ragazzi.
L'accrescimento, infatti, prosegue anche dopo la maturazione sessuale e coinvolge soprattutto la struttura ossea e quella muscolare infatti un individuo giovane si distingue da uno adolescente dal fatto che egli è più robusto. In alcuni individui di sesso maschile, inoltre, anche molti anni dopo la pubertà compaiono ancora peli sul petto o sulle gambe e si ha il completamento della distribuzione della barba facciale, senza che ciò rappresenti un ritardo nello sviluppo, avendo questi raggiunto la piena maturità sessuale. 
Con il termine del processo di accrescimento inizia la fase di stabilizzazione cellulare a cui successivamente segue la fase di degradazione cellulare, detta di invecchiamento.

## Terminologia e definizioni

### Generale
In tutto il mondo, i termini inglesi youth, adolescent, teenager, kid, youngster e young person vengono scambiati, spesso significano la stessa cosa, ma a volte vengono differenziati. Youth può essere definita come il tempo della vita, quando si è giovani. Ciò include l'infanzia e il tempo della vita, che non è né l'infanzia né l'età adulta, ma piuttosto una via di mezzo. Youth identifica anche una particolare mentalità di atteggiamento, come in "He is very youthful" ("Lui è molto giovanile"). Per alcuni usi, come le statistiche sull'occupazione, il termine a volte si riferisce anche a individui di età compresa tra 14 e 21 anni. Tuttavia, il termine adolescenza si riferisce a una specifica fascia di età durante uno specifico periodo di sviluppo nella vita di una persona, a differenza della gioventù, che è una categoria socialmente costruita.
Le Nazioni Unite definiscono i giovani come persone di età compresa tra circa 15 e 24 anni, con tutte le statistiche delle Nazioni Unite basate su questo intervallo, l'istruzione delle Nazioni Unite è una fonte per queste statistiche. L'ONU riconosce inoltre che ciò varia fatti salvi altri gruppi di età elencati dagli Stati membri come 18-30. Un'utile distinzione all'interno delle stesse Nazioni Unite può essere fatta tra adolescenti (cioè quelli di età compresa tra 13 e 19 anni) e giovani adulti (quelli di età compresa tra 20 e 29 anni). Pur cercando di imporre una certa uniformità agli approcci statistici, l'ONU è consapevole delle contraddizioni tra gli approcci nei propri statuti. Quindi, secondo la definizione 15-24 (introdotta nel 1981) i bambini sono definiti come quelli di età inferiore ai 14 anni (gli individui di 13 anni e più giovani) mentre ai sensi della Convenzione sui diritti dell'infanzia del 1979, gli individui di età inferiore ai 18 anni sono considerati come bambini. Le Nazioni Unite affermano inoltre di essere consapevoli del fatto che esistono diverse definizioni per i giovani all'interno delle entità delle Nazioni Unite come Youth Habitat 15–32, NCSL 12-24 e African Youth Charter 15–35.
L'11 novembre 2020 la Duma di Stato della Federazione Russa ha approvato un progetto per alzare il limite di età dei giovani da 30 a 35 anni. Dal 30 dicembre 2020, e fino ad oggi, i giovani sono riconosciuti dai cittadini: dai 14 ai 35 anni.
Sebbene legata ai processi biologici di sviluppo e invecchiamento, la giovinezza è anche definita come una posizione sociale che riflette i significati che le diverse culture e società attribuiscono agli individui tra l'infanzia e l'età adulta. Il termine in sé se riferito a una sorta di posizione sociale può essere ambiguo se applicato a qualcuno di età avanzata con una posizione sociale molto bassa; potenzialmente quando ancora dipendenti dai loro tutori. Gli studiosi sostengono che le definizioni basate sull'età non sono state coerenti tra culture o tempi e che quindi è più accurato concentrarsi sui processi sociali nella transizione verso l'indipendenza degli adulti per definire i giovani.
"Questo mondo richiede le qualità della giovinezza: non un tempo della vita ma uno stato d'animo, un temperamento della volontà, una qualità dell'immaginazione, una predominanza del coraggio sulla timidezza, dell'appetito per l'avventura sulla vita agiata." – Roberto Kennedy
La giovinezza è la fase della costruzione del concetto di sé. L'autoconcetto dei giovani è influenzato da variabili come coetanei, stile di vita, genere e cultura. È il momento della vita di una persona in cui è più probabile che le sue scelte influenzino il suo futuro.

### Altre definizioni
In gran parte dell'Africa subsahariana, il termine "gioventù" è associato a giovani dai 12 ai 30 o 35 anni. I giovani in Nigeria comprendono tutti i membri della Repubblica Federale della Nigeria di età compresa tra 18 e 35 anni. Molte ragazze africane vivono la giovinezza come un breve intermezzo tra l'inizio della pubertà, il matrimonio e la maternità. Ma negli ambienti urbani, le donne povere sono spesso considerate giovani molto più a lungo, anche se partoriscono figli al di fuori del matrimonio. Variando culturalmente, le costruzioni di genere dei giovani in America Latina e nel sud-est asiatico differiscono da quelle dell'Africa subsahariana. In Vietnam, le nozioni diffuse di gioventù sono costruzioni sociopolitiche per entrambi i sessi di età compresa tra 15 e 35 anni.
In Brasile, il termine giovane si riferisce a persone di entrambi i sessi dai 15 ai 29 anni. Questa fascia di età riflette l'influenza sulla legge brasiliana di organizzazioni internazionali come l'Organizzazione mondiale della sanità (OMS). È anche modellato dalla nozione di adolescenza che è entrata nella vita quotidiana in Brasile attraverso un discorso sui diritti dei bambini.
L'OCSE definisce i giovani come "coloro tra i 15 e i 29 anni".
Il 12 agosto è stato proclamato dalle Nazioni Unite la Giornata Internazionale della Gioventù.

## Diritti dei giovani
I diritti dei bambini coprono tutti i diritti che appartengono ai bambini. Quando crescono, gli vengono riconosciuti nuovi diritti (come il voto, il consenso, la guida, ecc.) e doveri (risposta criminale, ecc.). Esistono diversi limiti minimi di età in cui i giovani non sono liberi, indipendenti o legalmente competenti per prendere determinate decisioni o azioni. Alcuni di questi limiti sono: età di voto, età della candidatura, età del consenso, maggiore età, età della responsabilità penale, età per bere, età per guidare, ecc. Dopo che i giovani raggiungono questi limiti, sono liberi di votare, avere rapporti sessuali, acquistare o consumare bevande alcoliche, guidare automobili, eccetera.

### Età per votare
L'età per votare è l'età minima stabilita dalla legge che una persona deve raggiungere per poter votare in un'elezione pubblica. Tipicamente, l'età è fissata a 18 anni; tuttavia, esistono variabili di età da 16 a 21 anni per votare. Gli studi dimostrano che il 21% di tutti i diciottenni ha esperienza con il voto. Questo è un diritto importante poiché, votando, possono sostenere una politica scelta da loro stessi e non solo da persone di generazioni più anziane.

### Età della candidatura
30+
     25–29
     21–24
     20
     18
     17
     Nessun dato

Età minima per candidarsi alla camera bassa per paese (2022):
30+
25–29
21–24
20
18
17
Nessun dato

L'età della candidatura è l'età minima alla quale una persona può legalmente qualificarsi per ricoprire determinate cariche governative elettive. In molti casi, determina anche l'età in cui una persona può essere idonea a candidarsi alle elezioni o ottenere l'accesso al voto.

### Età del consenso
L'età del consenso è l'età in cui una persona è considerata legalmente competente ad acconsentire ad atti sessuali, ed è quindi l'età minima di una persona con la quale un'altra persona è legalmente autorizzata a intraprendere attività sessuali. L'aspetto distintivo delle leggi sull'età del consenso è che la persona al di sotto dell'età minima è considerata la vittima e il suo partner sessuale come l'autore del reato.

### Difesa dell'infanzia

Età minima della responsabilità penale per paese (2019)

La difesa dell'infanzia è una forma di difesa nota come scusa in modo che gli imputati che rientrano nella definizione di "bambino" siano esclusi dalla responsabilità penale per le loro azioni, se al momento rilevante non avevano raggiunto l'età della responsabilità penale. Ciò implica che i bambini non hanno il giudizio che deriva dall'età e dall'esperienza per essere ritenuti penalmente responsabili. Dopo il raggiungimento dell'età iniziale possono esserci livelli di responsabilità dettati dall'età e dal tipo di reato commesso.

### Età per bere
Proibito
     25 o maggiore
 25 (bere sotto controllo/bevande alcoliche fermentate dall'età di 21 anni)
     21
 21 (bere sotto controllo/bevande alcoliche fermentate dall'età di 18 anni)
     20
     19
     18
 18 (bere sotto controllo/bevande alcoliche fermentate dall'età di 16 anni)
     17
     16
     15 o minore
     Nessun regolamento/nessuna età stabilita

Età minima legale per l'acquisto di alcolici per paese (2022):
Proibito
25 o maggiore
21
20
19
18
17
16
15 o minore
Nessun regolamento/nessuna età stabilita

L'età legale per bere è l'età in cui una persona può consumare o acquistare bevande alcoliche. Queste leggi coprono una vasta gamma di problemi e comportamenti, affrontando quando e dove l'alcol può essere consumato. L'età minima in cui l'alcol può essere consumato legalmente può essere diverso dall'età in cui può essere acquistato in alcuni paesi. Queste leggi variano tra i diversi paesi e molte leggi prevedono esenzioni o circostanze speciali. La maggior parte delle leggi si applica solo al consumo di alcolici nei luoghi pubblici, con il consumo di alcol in casa per lo più non regolamentato. Alcuni paesi hanno anche limiti di età diversi per diversi tipi di bevande alcoliche.

### Età di guida
23 (Niger)
     18
 18 anni, guida sorvegliata dall'età di 17 anni
 18 anni, guida sorvegliata dall'età di 16 anni
     17
 17 anni, guida sorvegliata dall'età di 16 anni
     16 o meno
     Nessun dato

Età minima per guidare per paese (2022):
23 (Niger)
18
17
16 o meno
Nessun dato

L'età di guida è l'età in cui una persona può richiedere la patente di guida. I paesi con l'età minima per guidare (sotto i 17 anni) sono Argentina, Australia, Canada, El Salvador, Islanda, Israele, Macedonia, Malesia, Nuova Zelanda, Filippine, Arabia Saudita, Slovenia, Regno Unito e Stati Uniti. La provincia canadese dell'Alberta e diversi stati degli Stati Uniti consentono ai giovani di guidare a 14 anni. Il Niger ha l'età minima per guidare più alta al mondo a 23 anni.

### Età lavorativa legale
16
     15
     14

Parti della Convenzione sull'età minima del 1973 dell'Organizzazione internazionale del lavoro.
16
15
14

L'età lavorativa legale è l'età minima richiesta dalla legge affinché una persona possa lavorare in ogni paese o giurisdizione. La soglia dell'età adulta, o "maggiore età" riconosciuta o dichiarata dalla legge nella maggior parte dei paesi, è stata fissata a 18 anni. Alcuni tipi di lavoro sono comunemente vietati anche a chi è al di sopra dell'età lavorativa, se non ha raggiunto la maggiore età. Rientrano in questa categoria le attività pericolose, dannose per la salute o che possono ledere la morale dei minori.

### Diritti degli studenti nell'istruzione superiore
I diritti degli studenti sono quei diritti, come i diritti civili, costituzionali, contrattuali e dei consumatori, che regolano i diritti e le libertà degli studenti e consentono agli studenti di utilizzare il loro investimento educativo. Questi includono cose come il diritto alla libertà di parola e di associazione, al giusto processo, all'uguaglianza, all'autonomia, alla sicurezza e alla privacy e alla responsabilità nei contratti e nella pubblicità, che regolano il trattamento degli studenti da parte di insegnanti e amministratori.

### Età del fumo
Illegale a tutte le età
     21
     20
     19
     18
     17
     16
     Nessun regolamento/nessuna età stabilita

Età legale minima per l'acquisto di tabacco per paese (2022):
Illegale a tutte le età
21
20
19
18
17
16
Nessun regolamento/nessuna età stabilita

L'età per fumare è l'età minima in cui una persona può acquistare tabacco e/o fumare in pubblico. La maggior parte dei paesi regola questa legge a livello nazionale mentre a un certo punto viene fatta dallo stato o dalla provincia.

## Scuola e istruzione
I giovani trascorrono gran parte della loro vita in contesti educativi e le loro esperienze nelle scuole, nei college e nelle università possono plasmare gran parte delle loro vite successive. La ricerca mostra che la povertà e il reddito influenzano la probabilità di incompletezza della scuola superiore. Questi fattori aumentano anche la probabilità che i giovani non vadano al college o all'università. Negli Stati Uniti, il 12,3% dei giovani di età compresa tra 16 e 24 anni è disinserito, il che significa che non va a scuola né lavora.

### Salute e mortalità
Le principali cause di morbilità e mortalità tra i giovani e gli adulti sono dovute a determinati comportamenti a rischio per la salute. Questi comportamenti sono spesso stabiliti durante la giovinezza e si estendono fino all'età adulta. Poiché i comportamenti a rischio in età adulta e giovanile sono correlati, i problemi in età adulta possono essere prevenuti influenzando il comportamento giovanile.
Uno studio sulla mortalità giovanile del 2004 (definito in questo studio come età compresa tra 10 e 24 anni) in tutto il mondo ha rilevato che il 97% dei decessi si è verificato in paesi a reddito medio-basso, con la maggioranza nel sud-est asiatico e nell'Africa subsahariana. Le condizioni materne hanno rappresentato il 15% dei decessi femminili, mentre l'HIV/AIDS e la tubercolosi sono stati responsabili dell'11% dei decessi; Il 14% dei decessi maschili e il 5% delle femmine sono stati attribuiti a incidenti stradali, la causa più importante in assoluto. La violenza ha rappresentato il 12% delle morti maschili. Il suicidio è stato la causa del 6% di tutti i decessi.
I Centri statunitensi per il controllo e la prevenzione delle malattie hanno sviluppato nel 2003 il sistema di sorveglianza del comportamento a rischio dei giovani (YRBSS) per aiutare a valutare i comportamenti a rischio. YRBSS monitora sei categorie di comportamenti a rischio per la salute prioritari tra giovani e giovani adulti. Si tratta di comportamenti che contribuiscono a lesioni e violenze non intenzionali;
- uso di tabacco, alcool e altre droghe;
- comportamenti sessuali che contribuiscono a gravidanze indesiderate e malattie a trasmissione sessuale (MST), inclusa l'infezione da virus dell'immunodeficienza umana (HIV);
- comportamenti alimentari malsani;
- inattività fisica, più sovrappeso.

YRBSS include un sondaggio scolastico nazionale condotto dal CDC, nonché sondaggi scolastici statali e locali condotti dalle agenzie educative e sanitarie.
Interventi scolastici universali come curricula scolastici formali, pratiche di gestione comportamentale, giochi di ruolo e definizione degli obiettivi possono essere efficaci nel prevenire l'uso di tabacco, alcol, droghe illecite, comportamento antisociale e migliorare l'attività fisica dei giovani.

### Obesità
L'obesità ora colpisce un bambino su cinque negli Stati Uniti ed è la malattia nutrizionale più diffusa di bambini e adolescenti negli Stati Uniti. Sebbene le morbilità associate all'obesità si verifichino più frequentemente negli adulti, nei bambini e negli adolescenti obesi si verificano conseguenze significative dell'obesità così come gli antecedenti della malattia dell'adulto.
La discriminazione nei confronti dei bambini in sovrappeso inizia nella prima infanzia e diventa progressivamente istituzionalizzata. I bambini obesi possono essere più alti dei loro coetanei non in sovrappeso, nel qual caso tendono a essere considerati più maturi. Le aspettative inappropriate che ne derivano possono avere un effetto negativo sulla loro socializzazione.
Molte delle conseguenze cardiovascolari che caratterizzano l'obesità ad esordio in età adulta sono precedute da anomalie che iniziano nell'infanzia. L'iperlipidemia, l'ipertensione e l'anormale tolleranza al glucosio si verificano con maggiore frequenza nei bambini e negli adolescenti obesi. La relazione dei fattori di rischio cardiovascolare con il grasso viscerale indipendentemente dal grasso corporeo totale rimane poco chiara. Apnea notturna, pseudotumor cerebri e malattia di Blount rappresentano le principali fonti di morbilità per le quali è essenziale una rapida e prolungata riduzione del peso. Sebbene durante l'infanzia compaiano diversi periodi di aumento del rischio, non è chiaro se l'obesità con insorgenza nella prima infanzia comporti un rischio maggiore di morbilità e mortalità negli adulti.

### Bullismo
Il bullismo tra i giovani in età scolare viene sempre più riconosciuto come un problema importante che incide sul benessere e sul funzionamento sociale. Mentre una certa quantità di conflitti e molestie è tipica delle relazioni tra coetanei tra i giovani, il bullismo rappresenta una minaccia potenzialmente più seria per un sano sviluppo giovanile. La definizione di bullismo è ampiamente condivisa nella letteratura sul bullismo.
La maggior parte delle ricerche sul bullismo è stata condotta in Europa e in Australia. È stata segnalata una notevole variabilità tra i paesi nella prevalenza del bullismo. In un'indagine internazionale sui comportamenti relativi alla salute degli adolescenti, la percentuale di studenti che hanno riferito di essere stati vittime di bullismo almeno una volta durante il trimestre valutato variava da un minimo del 15% al 20% in alcuni paesi a un massimo del 70% in altri. Di particolare interesse è il bullismo frequente, tipicamente definito come il bullismo che si verifica una volta alla settimana o più. La prevalenza del bullismo frequente riportato a livello internazionale varia da un minimo dell'1,9% in un campione irlandese a un massimo del 19% in uno studio di Malta.
La ricerca che esamina le caratteristiche dei giovani coinvolti nel bullismo ha costantemente rilevato che sia i bulli che le vittime di bullismo dimostrano un funzionamento psicosociale più scarso rispetto ai loro coetanei non coinvolti. I giovani che fanno i prepotenti con gli altri tendono a dimostrare livelli più elevati di problemi di condotta e antipatia per la scuola, mentre i giovani che sono vittime di bullismo generalmente mostrano livelli più elevati di insicurezza, ansia, depressione, solitudine, infelicità, sintomi fisici e mentali e bassa autostima. Anche i maschi vittime di bullismo tendono ad essere fisicamente più deboli dei maschi in generale. I pochi studi che hanno esaminato le caratteristiche dei giovani che sono entrambi prepotenti e sono vittime di bullismo hanno scoperto che questi individui mostrano il funzionamento psicosociale più scarso in generale.

### Salute sessuale e politica
La globalizzazione ei flussi transnazionali hanno avuto effetti tangibili sui rapporti sessuali, sulle identità e sulle soggettività. Sulla scia di un ordine mondiale sempre più globalizzato sotto il declino del dominio occidentale, all'interno di ideologie di modernità, civiltà e programmi per il miglioramento sociale, discorsi sul controllo della popolazione, "sesso sicuro" e "diritti sessuali". I programmi di educazione sessuale fondati su approcci basati sull'evidenza sono una pietra angolare nella riduzione dei comportamenti sessuali a rischio degli adolescenti e nella promozione della salute sessuale. Oltre a fornire informazioni accurate sulle conseguenze delle malattie sessualmente trasmissibili o delle malattie sessualmente trasmissibili e della gravidanza precoce, tali programmi costruiscono competenze per la vita per la comunicazione interpersonale e il processo decisionale. Tali programmi sono più comunemente attuati nelle scuole, che raggiungono un gran numero di adolescenti nelle aree in cui i tassi di iscrizione scolastica sono elevati. Tuttavia, poiché non tutti i giovani frequentano la scuola, sono stati implementati programmi di educazione sessuale anche in cliniche, centri di detenzione minorile e agenzie comunitarie orientate ai giovani. In particolare, è stato riscontrato che alcuni programmi riducono i comportamenti sessuali a rischio se implementati sia a scuola che in comunità con solo piccole modifiche ai programmi di studio.

#### Filippine
Il Sangguniang Kabataan ("Consiglio della gioventù"), comunemente noto come SK, era un consiglio giovanile in ogni barangay (villaggio o distretto) nelle Filippine, prima di essere messo "in attesa", ma non del tutto abolito, prima delle elezioni barangay del 2013. Il consiglio rappresentava gli adolescenti dai 15 ai 17 anni che risiedono nel loro barangay da almeno sei mesi e si sono registrati per votare. Era la legislatura giovanile locale del villaggio e quindi guidava il programma giovanile locale ei progetti del governo. Il Sangguniang Kabataan era un ramo del KB o Kabataang Barangay (Village Youth) che fu abolito quando il codice del governo locale del 1991 è stato emanato.

## Nel Sud del mondo
La stragrande maggioranza dei giovani vive nei paesi in via di sviluppo: secondo le Nazioni Unite, a livello globale circa l'85% dei giovani tra i 15 e i 24 anni vive nei paesi in via di sviluppo, una cifra che dovrebbe crescere dell'89,5% entro il 2025. Inoltre, questa maggioranza è estremamente diversificata: alcuni vivono nelle aree rurali ma molti abitano nelle metropoli sovraffollate dell'India, della Mongolia e di altre parti dell'Asia e del Sud America, alcuni vivono vite tradizionali in società tribali, mentre altri partecipano alla cultura giovanile globale in contesti di ghetto.
Molte giovani che vivono nei paesi in via di sviluppo sono caratterizzate dalla povertà, alcune soffrono di carestia e mancanza di acqua pulita, mentre il coinvolgimento in conflitti armati è comune. I problemi di salute sono all'ordine del giorno, soprattutto a causa della prevalenza dell'HIV/AIDS in alcune regioni. Le Nazioni Unite stimano che 200 milioni di giovani vivano in povertà, 130 milioni sono analfabeti e 10 milioni convivono con l'HIV/AIDS.

## Galleria d'immagini

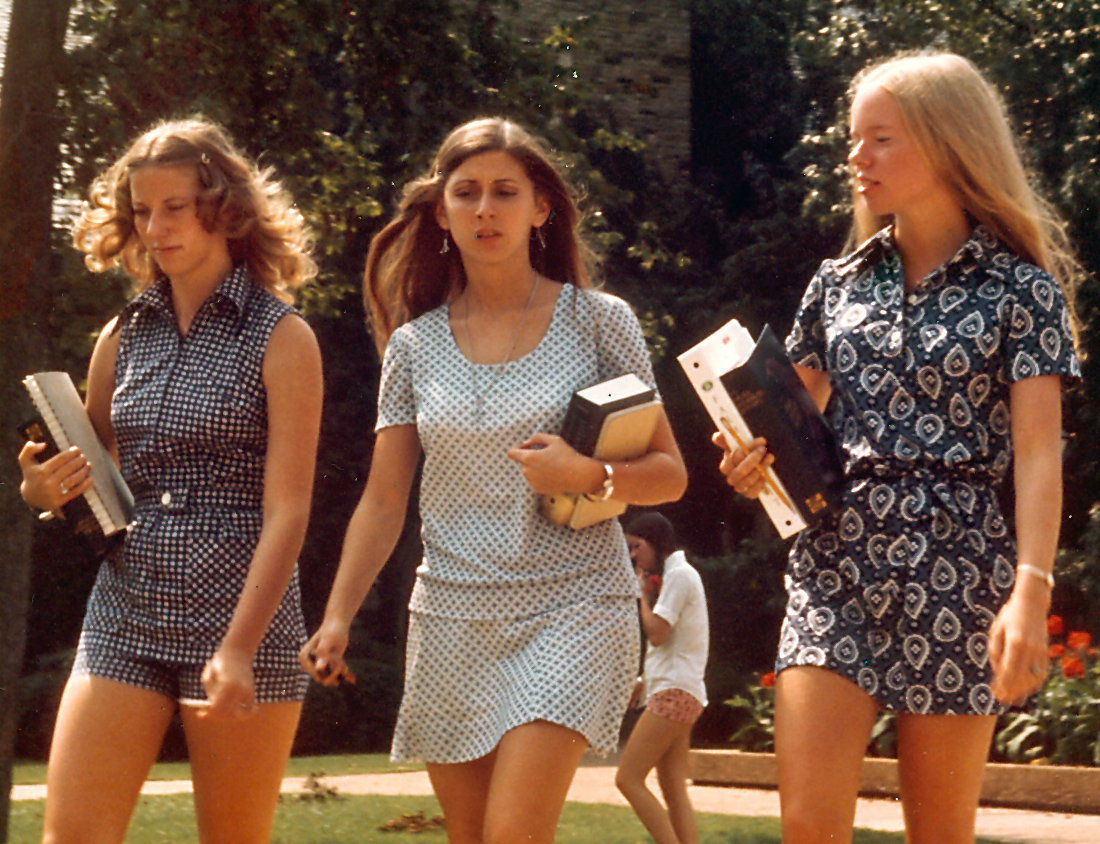
Un gruppo di studentesse universitarie negli Stati Uniti, 1973.
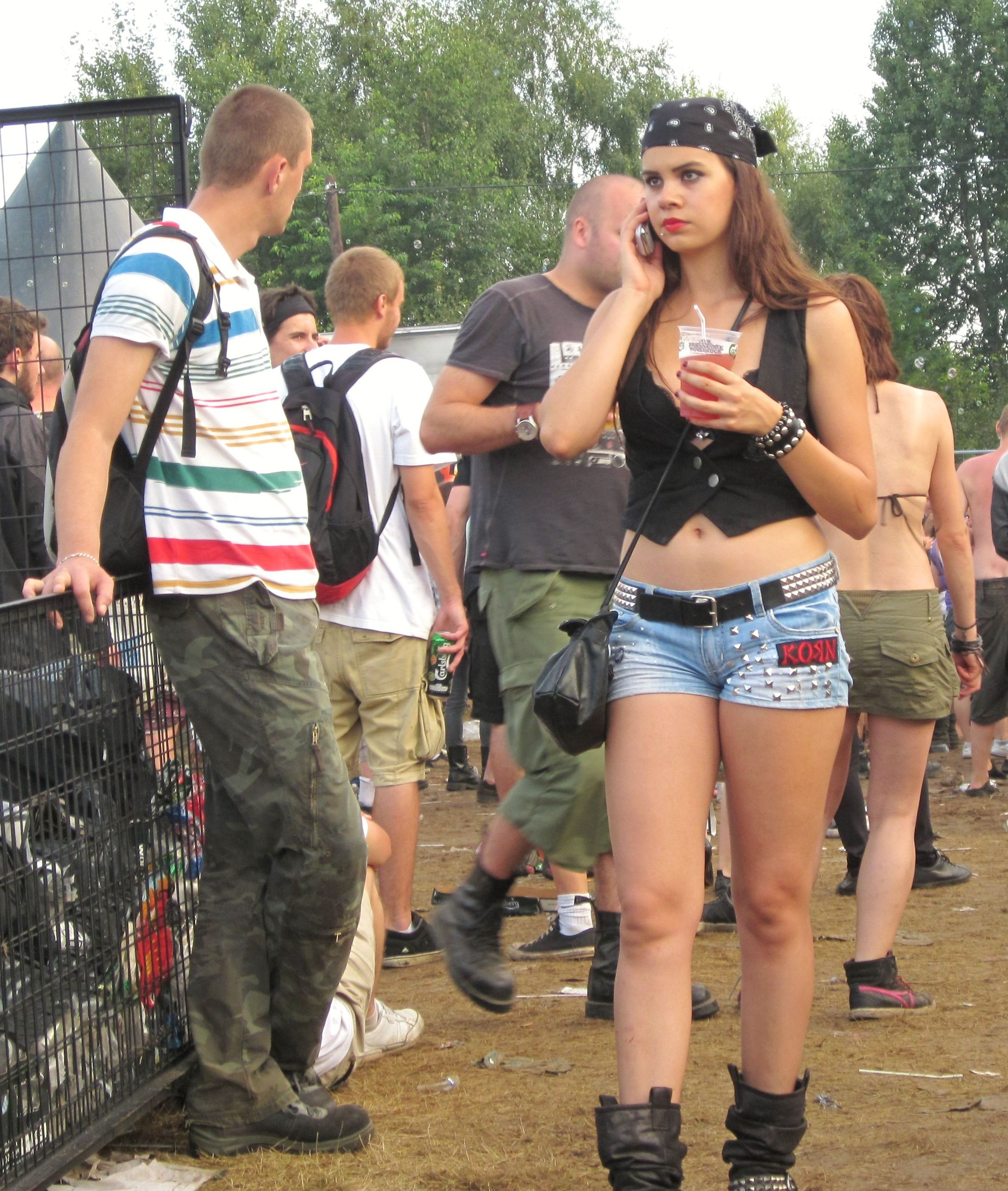
I giovani vestiti in abbigliamento casual partecipano al Festival di musica rock di Woodstock, Polonia, 2011.
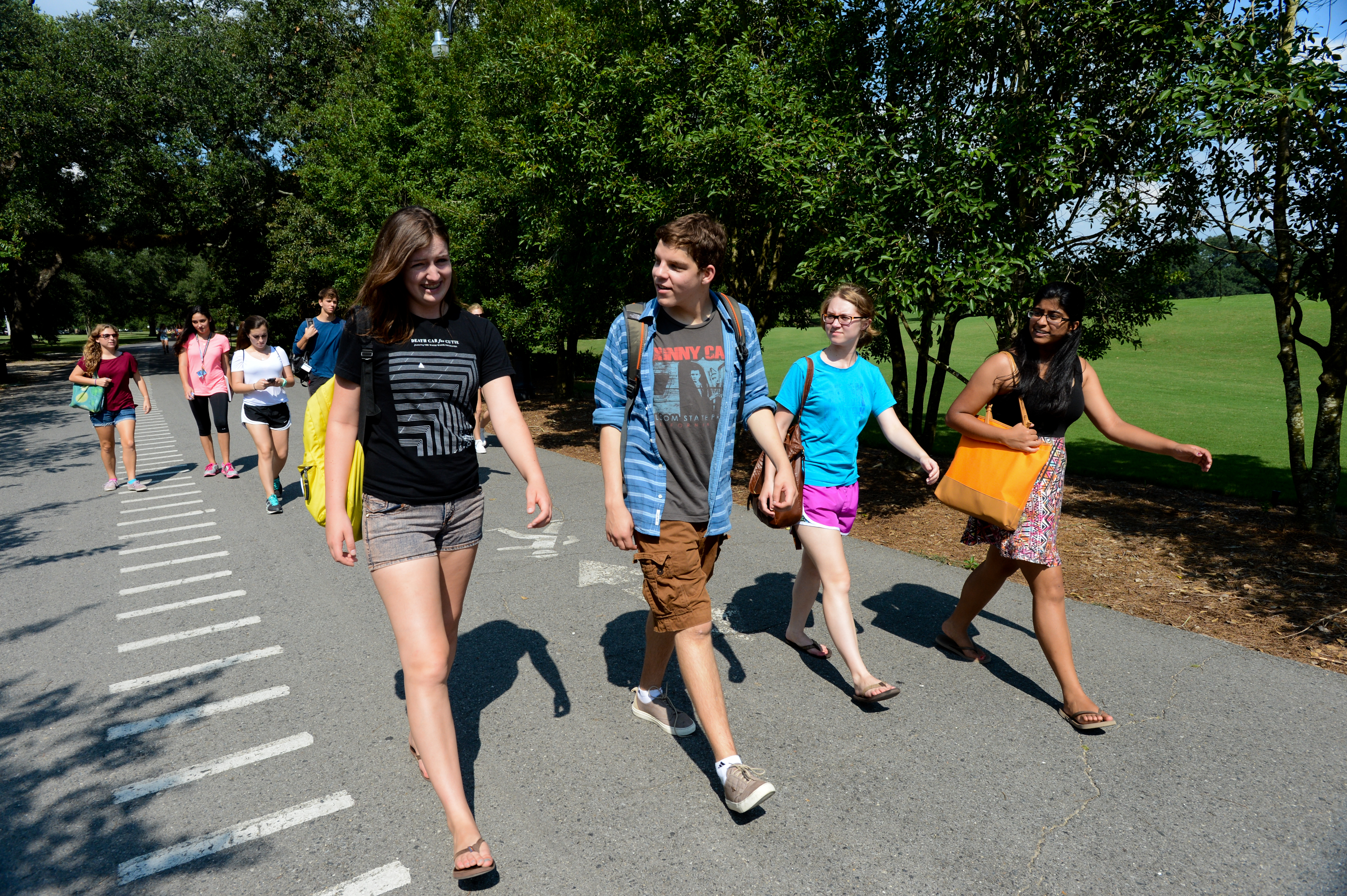
Gli studenti di un'università statunitense tengono una lezione all'aperto, dove discutono di argomenti mentre camminano.
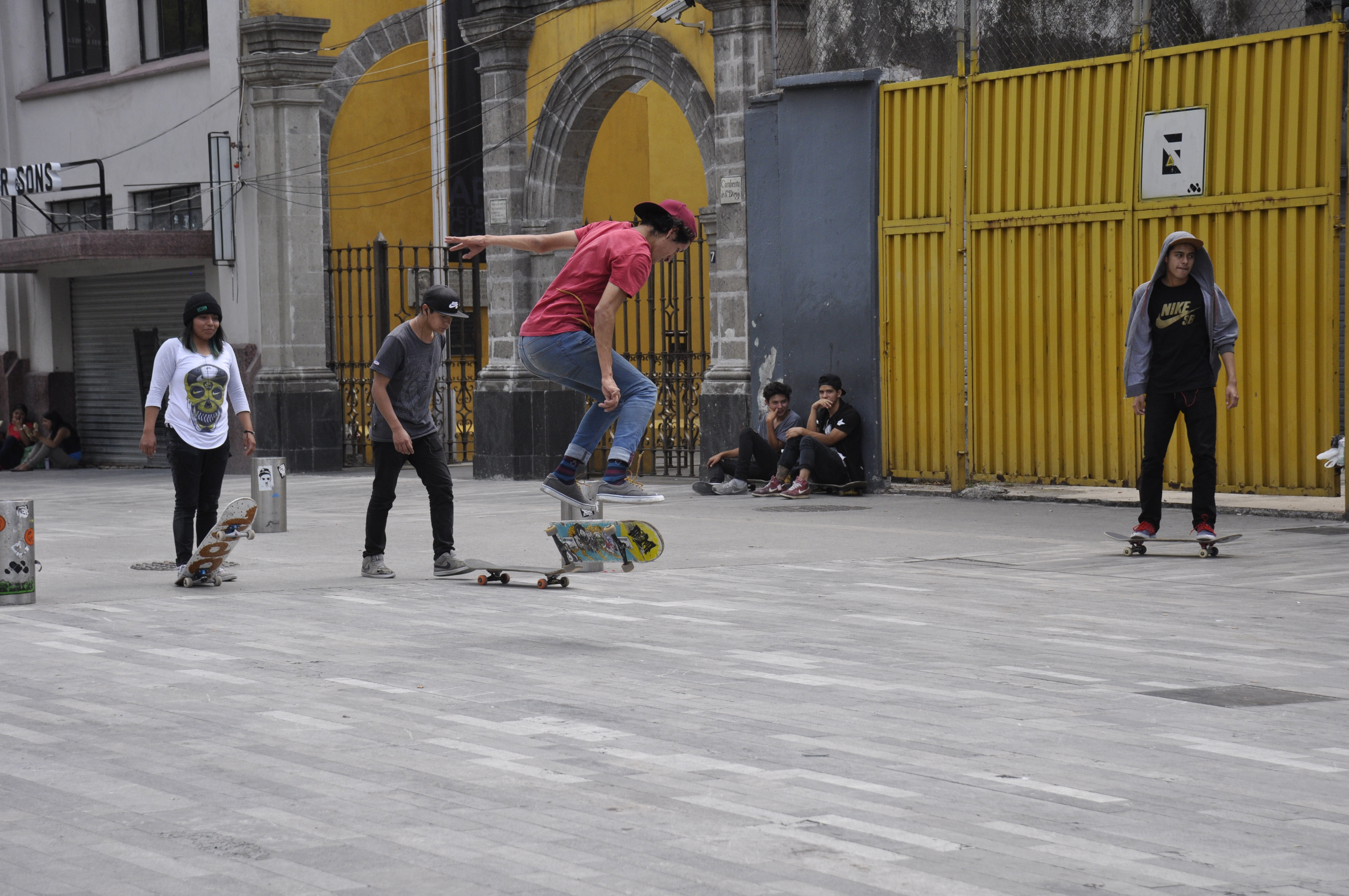
Skateboard giovanile in Messico.
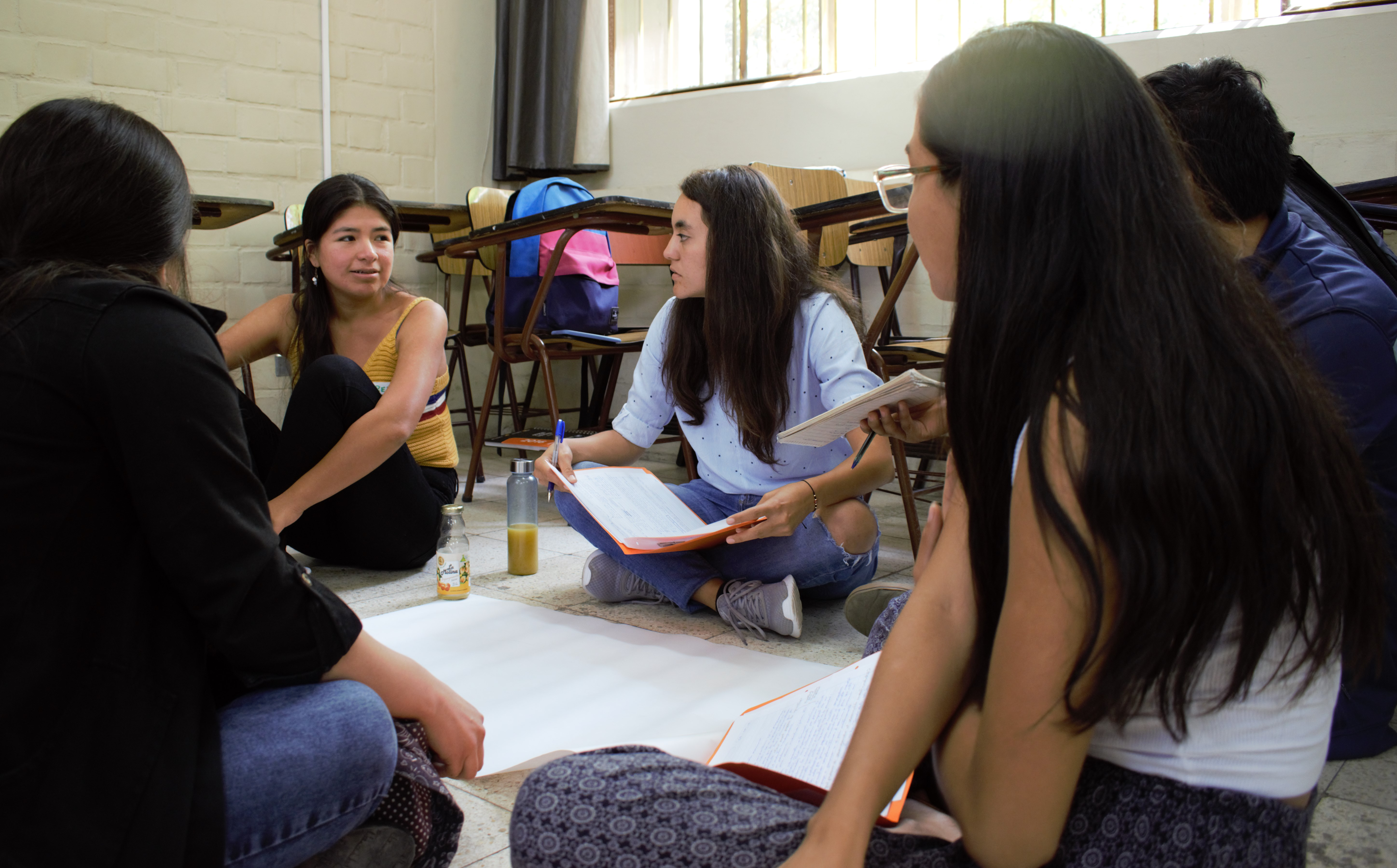
Giovani studenti del Perù discutono di questioni agricole.
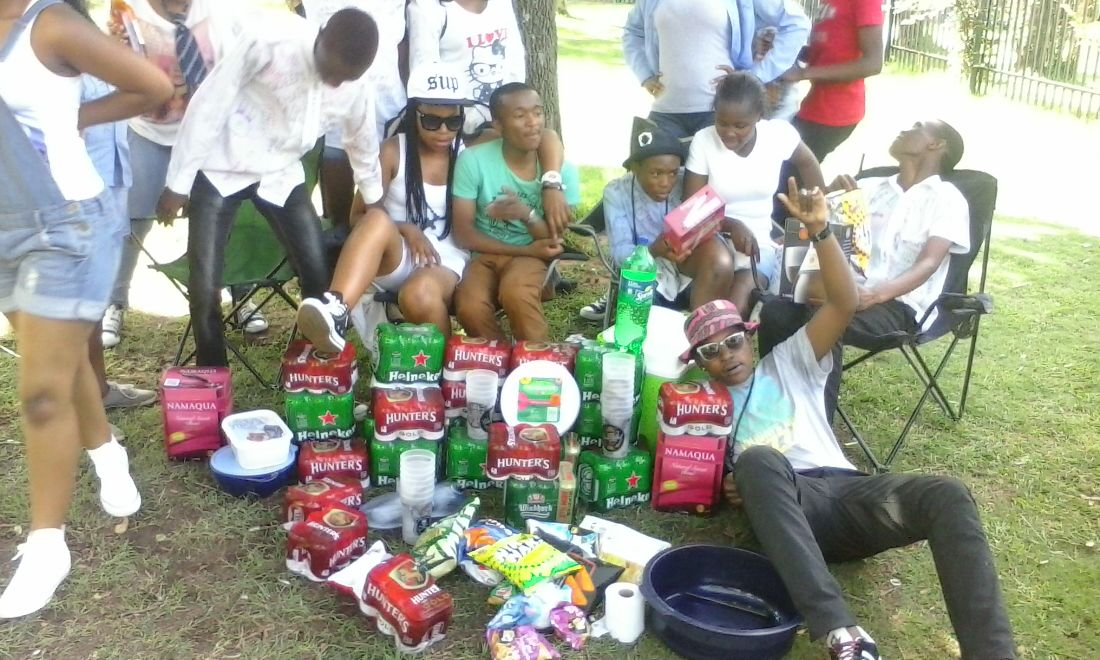
Giovani in Sudafrica in festa.
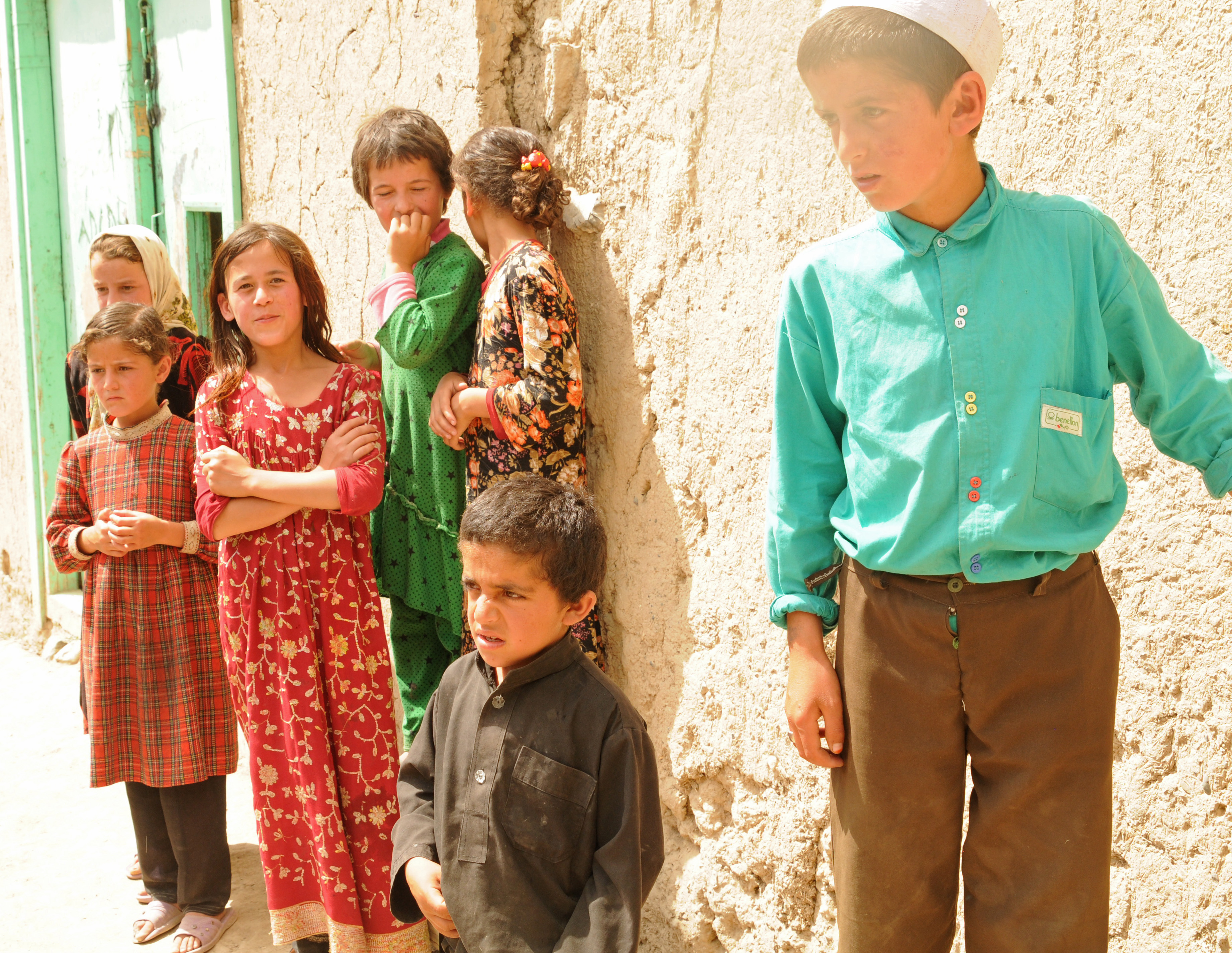
Giovani in Afganistan.